# RHYTHM AND POLICE THE BEST F.F.S.S.
『RHYTHM AND POLICE THE BEST F.F.S.S.』（リズム アンド ポリス ザ ベスト エフエフエスエス）は、『踊る大捜査線』の劇場版第2弾『踊る大捜査線 THE MOVIE 2 レインボーブリッジを封鎖せよ!』を公開するに当たって、ドラマから『踊る大捜査線 THE MOVIE』（劇場版第1作）までのサウンドトラックから選曲したベスト・アルバムである。

## 収録曲
1. Rhythm And Police
  - 作曲:松本晃彦、編曲:松本晃彦
2. G-Groove
  - 作曲:松本晃彦、編曲:松本晃彦
3. March of C.X.
  - 作曲:松本晃彦、編曲:松本晃彦
4. SHINJYO
  - 作曲:松本晃彦、編曲:松本晃彦
5. Ding Dong
  - 作曲:松本晃彦、編曲:松本晃彦
6. Moon Light
  - 作曲:松本晃彦、編曲:松本晃彦
7. Love Somebody (Jesus Version)
  - 作曲:GARDEN、編曲:松本晃彦
8. C.X.
  - 作曲:松本晃彦、編曲:松本晃彦
9. Odiex(The Theme of Teddy)
  - 作曲:松本晃彦、編曲:松本晃彦
10. 危機一髪
  - 作曲:松本晃彦、編曲:松本晃彦
11. OTOBOKE
  - 作曲:松本晃彦、編曲:松本晃彦
12. Love Somebody (Orchestra Version)
  - 作曲:GARDEN、編曲:松本晃彦
13. C.X.(To be continued)
  - 作曲:松本晃彦、編曲:松本晃彦